# Třetí vláda Stanisława Tilicha
Třetí vláda Stanisława Tilicha byla zemská vláda Svobodného státu Sasko v letech 2014–2017. Ve volbách do 6. saského zemského sněmu, konaných dne 31. srpna 2014, ztratila nepřetržitě vládnoucí CDU, vedená dosavadním premiérem Stanisławem Tilichem, již počtvrté za sebou hlasy a získala 39,4 % platných hlasů, což byla nejnižší podpora od prvních voleb v roce 1990. Vzhledem k tomu, že její předchozí koaliční partner FDP nebyl do zemského sněmu zvolen, vytvořila CDU koalici s SPD (stejně jako v letech 2004 až 2009). Vládní aliance měla v zemském sněmu dohromady 77 ze 126 mandátů oproti opozici tvořené stranami Die Linke, AfD a Svaz 90/Zelení.
Na 2. zasedání 6. saského zemského sněmu dne 12. listopadu 2014 byl zvolen staronový předseda vlády Stanisław Tilich (zastávající tuto funkci od roku 2008), a to 74 hlasy, přičemž 50 poslanců bylo proti a jeden se zdržel hlasování. Následujícího dne 13. listopadu 2014 složili přísahu členové nové vlády.
Funkční období vlády skončilo předčasně. Po špatném výsledku CDU ve volbách do spolkového sněmu ze dne 24. září 2017 oznámil předseda vlády Stanisław Tilich záměr rezignovat. Jako svého nástupce vybral dosavadního poslance Německého spolkového sněmu Michaela Kretschmera, který byl do funkce jmenován 13. prosince 2017. Do první Kretschmerovy vlády pokračovalo ve funkci šest ministrů.

## Členové zemské vlády
| Úřad                                                                                           | Foto | Jméno                                | Strana | Strana                   |
| ---------------------------------------------------------------------------------------------- | ---- | ------------------------------------ | ------ | ------------------------ |
| Předseda vlády                                                                                 |      | Stanisław Tilich                     |        | CDU                      |
| Místopředseda vlády                                                                            |      | Martin Dulig                         |        | SPD                      |
| Ministr pro hospodářství, práci a dopravu                                                      |      | Martin Dulig                         |        | SPD                      |
| Ministr vnitra                                                                                 |      | Markus Ulbig                         |        | CDU                      |
| Ministr financí                                                                                |      | Georg Unland                         |        | CDU                      |
| Ministr spravedlnosti                                                                          |      | Sebastian Gemkow                     |        | CDU                      |
| Ministryně/ministr školství                                                                    |      | Brunhild Kurthová (do 29. září 2017) |        | CDU                      |
| Ministryně/ministr školství                                                                    |      | Frank Haubitz (od 23. října 2017)    |        | nestraník (na návrh CDU) |
| Ministryně pro vědu a umění                                                                    |      | Eva-Maria Stangeová                  |        | SPD                      |
| Ministryně sociálních věcí a pro ochranu spotřebitelů                                          |      | Barbara Klepschová                   |        | CDU                      |
| Ministryně pro rovnost a integraci při ministerstvu sociálních věcí a pro ochranu spotřebitelů |      | Petra Köppingová                     |        | SPD                      |
| Ministr životního prostředí a zemědělství                                                      |      | Thomas Schmidt                       |        | CDU                      |
| Vedoucí státní kanceláře a ministr pro spolkové a evropské záležitosti                         |      | Fritz Jaeckel                        |        | CDU                      |